# Efrem Kurtz
Pour les articles homonymes, voir Kurtz.
Efrem Kurtz est un chef d'orchestre américain d'origine russe, né à Saint-Pétersbourg le 7 novembre 1900 et mort le 27 juin 1995 à Londres.

## Biographie
Il étudie au conservatoire de Saint-Pétersbourg avec Alexandre Glazounov et Nicolas Tcherepnine entre autres. Il achève ses études à Riga et Berlin.
Kurtz fait ses débuts de chefs en remplaçant Arthur Nikisch qui accompagne la danseuse Isadora Duncan. Il est ensuite invité à diriger l'Orchestre philharmonique de Berlin. De 1924 à 1933, il dirige l'Orchestre philharmonique de Stuttgart, tout en accompagnant la danseuse Anna Pavlova de 1928 à sa mort en 1931. De 1932 à 1942, il est engagé aux Ballets russes de Monte-Carlo, formation avec laquelle il effectue de nombreuses tournées.
Kurtz émigre ensuite aux États-Unis dont il devient citoyen naturalisé en 1944. Il dirige les orchestres philharmoniques de Kansas City de 1943 à 1948 puis de Houston de 1948 à 1954. Il dirige la musique originale (d'après Jacques Ibert) du film Macbeth d'Orson Welles.
De 1955 à 1957, Kurtz retourne en Europe, à la tête de l'Orchestre philharmonique royal de Liverpool conjointement avec John Pritchard. Il se produit ensuite comme chef d'orchestre invité, notamment à Saint-Pétersbourg et Moscou, sa patrie natale où il était retourné dès 1966.
Kurtz a épousé la flûtiste Elaine Shaffer.

## Répertoire
Il a enregistré aussi bien Dmitri Chostakovitch, Ernest Bloch qu'Heitor Villa-Lobos, notamment avec l'Orchestre Philharmonia. 